# 跨物種感染
跨物種感染（Cross-species transmission；host jump）是指病原獲得感染新物種宿主能力，進而感染新宿主、在新宿主個體間傳播的現象，關於此現象的研究以病毒為主，但細菌等其他微生物也可能發生。跨物種感染的第一步為病原與一個新宿主物種個體接觸，其後病原可能逐漸適應新的宿主而造成疾病爆發，是新興傳染病（特別是病毒疾病）的起因之一。多數感染人類的病毒均起源於感染其他動物的病毒，包括SARS-CoV、MERS-CoV、SARS-CoV-2、豬流感病毒、禽流感病毒與伊波拉病毒等。
跨物種感染的具體機制因病原種類而異，且目前對此了解尚有限，突變率較高的病毒可能可較快適應新的宿主物種，抵抗其免疫反應而得以繼續傳播。經常互相接觸的物種間較容易發生跨物種感染，但不常互相接觸的物種間也可能透過中間宿主發生，即病原由自然宿主透過中間宿主傳給新的宿主，例如SARS-CoV從菊頭蝠透過果子狸（果子狸SARS冠狀病毒）傳給人類。另外親緣關係接近的宿主間也較容易發生跨物種感染，可能是其免疫反應機制相近所致，人類病毒即大多源於感染其他哺乳動物的病毒，而植物病毒應無法跨物種感染人類。若病原在跨物種感染後不再感染原本的宿主，而只在新宿主間傳播，則為宿主轉換。